# 増田くみ
増田 くみ（ますだ くみ、旧芸名：増田 久美子、1984年11月12日 - ）は、日本の女優。埼玉県出身。

## 経歴
高校卒業後、舞台芸術学院、北区つかこうへい劇団研修生を経て、映画監督入江悠が脚本演出を担当する劇団野良犬弾に所属し、小劇場を中心に活動。
入江悠の監督作品SRシリーズの第二弾『SR サイタマノラッパー2 女子ラッパー☆傷だらけのライム』では主人公アユムがかつて結成していたラップグループB-hackのメンバーのひとり、ビヨンセ役で出演。
野良犬弾の活動縮小以降は、メインフィールドを映像に移しNHK「タイムスクープハンター」や「ドクターX〜外科医・大門未知子〜」「ドラマスペシャル 家政婦は見た!」などに出演。 近年、舞台への活動を再開している。

## 出演

### テレビドラマ
- ドラマスペシャル 家政婦は見た!（2014年3月2日、テレビ朝日） - 矢作 まさ枝
- ドクターX〜外科医・大門未知子〜（2019年10月17日 - 、テレビ朝日） - 清水弘恵